# 武汉中共中央机关旧址
武汉中共中央机关旧址，位于中华人民共和国湖北省武汉市江岸区胜利街165、167、169号，是一幢三层砖木结构楼房。该建筑始建于20世纪初，1927年被中共中央租用作为办公和居住地点，并于同年搬离。2013年，武汉中共中央机关旧址被列为全国重点文物保护单位，并于次年开始整修。2016年9月30日，该旧址连同相邻的另两座建筑作为纪念馆正式对外开放。

## 历史

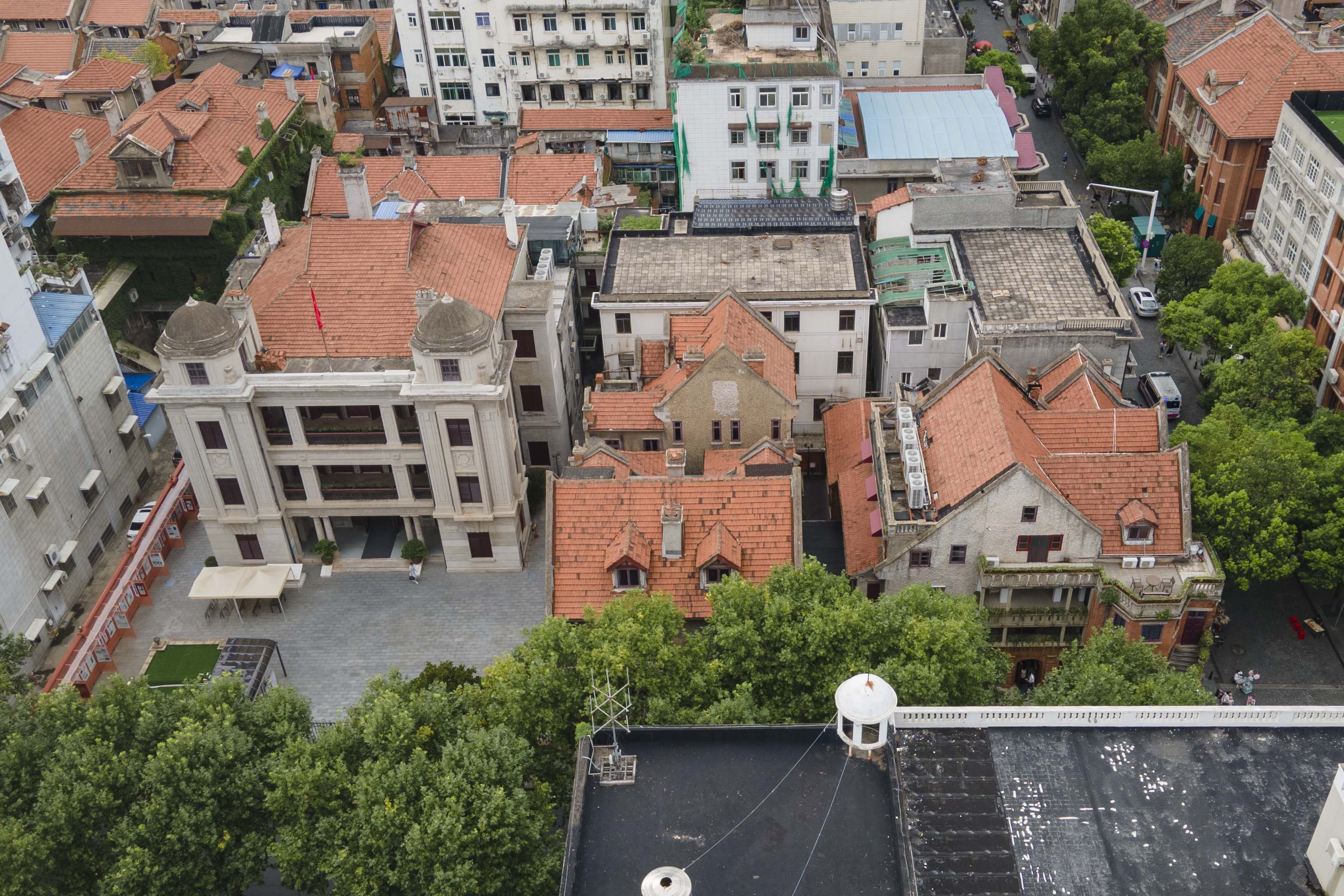
武汉中共中央机关旧址纪念馆总览，从左至右分别为：唐生智公馆旧址、武汉中共中央机关旧址、怡和洋行住宅旧址

20世纪初，中国冶金学家王宠佑在汉口任职期间，于汉口俄租界四民街购得一块土地，并修建了一些房屋用于出租。大革命期间，1927年，中共中央机关从上海迁至武汉，并租用这批房屋中的四民街61号及其两栋副楼作为办公地点，是为今天的武汉中共中央机关旧址。包括蔡和森、李维汉等中共领导人都曾先后在此居住，这里也是多场重要会议的会址。中国国民党清党前夕，居住于此的中共领导人先后转移至其他住所，此处建筑重新成为民居:123。
中华人民共和国成立后，该建筑一直作为民居使用。2008年，武汉中共中央机关旧址被列为湖北省文物保护单位。2012年3月，中共武汉市委、武汉市人民政府计划将武汉中共中央机关旧址改建为纪念馆，此时的机关旧址由于年久失修，已经成了危房，楼内原住户被全部迁出。2013年，武汉中共中央机关旧址被列为全国重点文物保护单位。在居民迁出和工人进场施工中间的空置期，一度有流浪人员溜进楼内烧火取暖。这些流浪人员随后被巡逻人员驱离。2014年1月，纪念馆筹建计划获批。纪念馆改造期间，楼内外搭盖和违建的部分被全部拆除，旧址的建筑得以按初建时样貌修复，2016年9月30日，该纪念馆正式对外开放。

## 结构
武汉中共中央机关旧址位于武汉市江岸区胜利街165、167、169号，是一幢坐西朝东的中西结合式三层居民住宅楼。该楼建成于1919年，石格司建筑事务所设计，汉协盛营造厂承建。为砖木结构，占地面积约400平方米，建筑面积1140平方米，有两个对称的独立门廊。二楼和三楼的外墙面拉毛，并各修建有2个小阳台。建筑中有中共中央警卫人员办公室、中共中央秘书厅发行办公室、中共中央秘书厅财务办公室等30间办公室，以及蔡和森、王若飞、陈乔年等人的办公室兼卧室，还有厨房等房间。:123